# Eleição papal de 1061
A eleição papal de 1061 foi realizada em 30 de setembro de 1061 na Basílica de São Pedro Acorrentado, em Roma, após a morte do Papa Nicolau II. De acordo com a bula de Nicolau II, In nomine Domini, os cardeais bispos foram os únicos eleitores do Papa pela primeira vez na história da Igreja Católica Romana. O bispo Anselmo de Baggio, de Luca, não cardeal e um dos fundadores da Pataria, foi eleito Papa Alexandre II e coroado ao anoitecer de 1º de outubro de 1061 na Basílica de São Pedro Acorrentado porque a oposição à eleição tornou impossível uma coroação na Basílica de São Pedro.

## Descrição

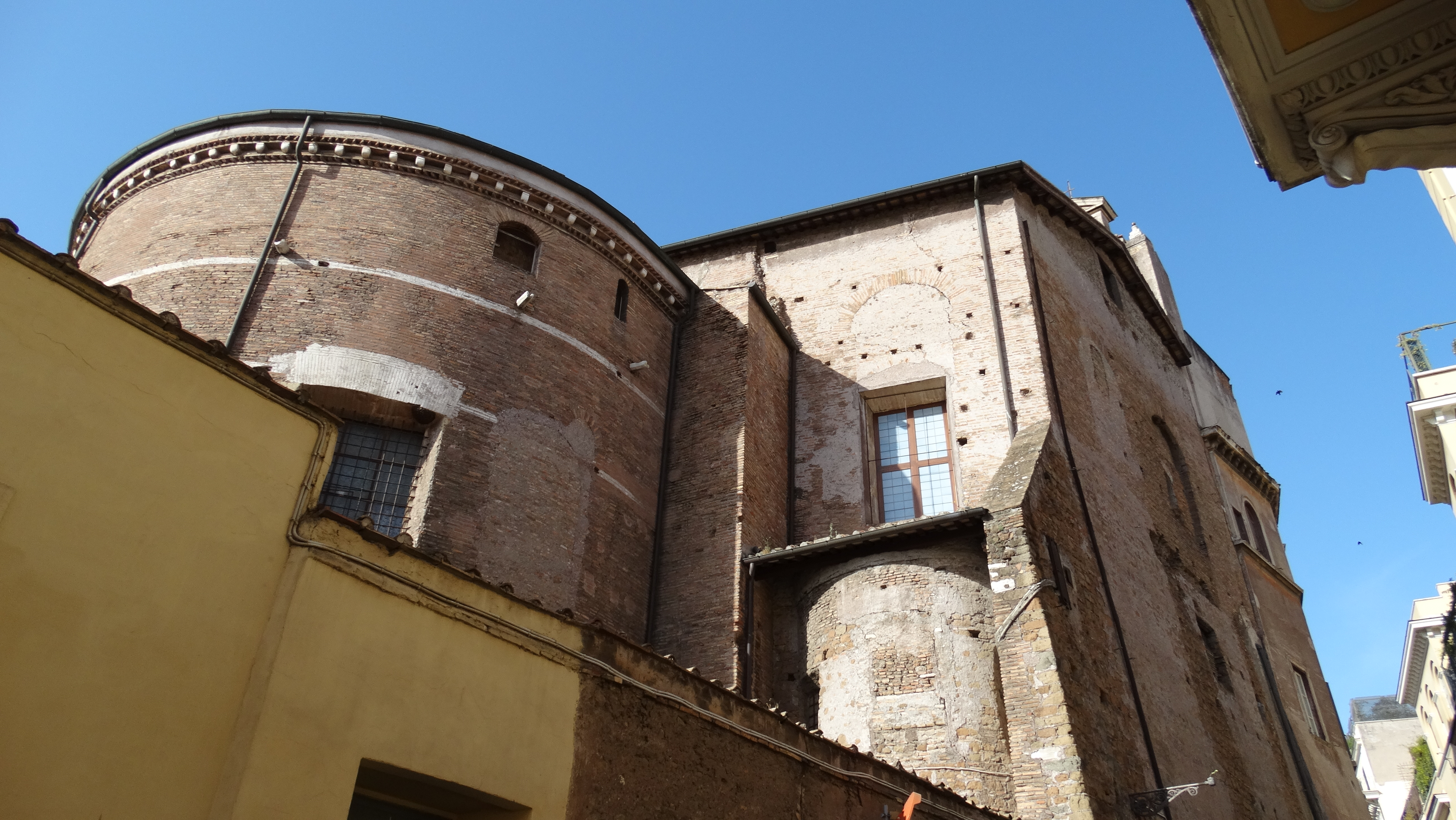
Paredes externas de tijolos da abside de São Pedro Acorrentado. Esta é uma das partes mais antigas da igreja e teria sido semelhante, no Século XI, à atual.

Anselmo contou com o apoio do seu amigo Cardeal Hildebrand, força motriz da promulgação do In nomine Domini e do futuro Papa Gregório VII, Godofredo III, Duque da Baixa Lorena, e as forças normandas de Roberto Guiscardo, presentes na eleição em cumprimento a uma garantia de segurança que Guiscardo havia feito a Nicolau II quando foi nomeado Duque da Apúlia e da Calábria. Embora Anselmo fosse bem conhecido e respeitado na corte alemã, o consentimento do Sacro Imperador Romano para a eleição não foi buscado.
Descontentes com o novo processo, um grupo de nobres romanos e Bispos lombardos, liderados por Guibert, o chanceler real da Itália, implorou a Inês de Poitou, imperatriz-regente de Henrique IV do Sacro Império Romano-Germânico, que nomeasse o Bispo Pietro Cadalo para suceder Nicolau II. Cadalo foi eleito Antipapa Honório II em um sínodo convocado na Basileia em 28 de outubro de 1061, no qual não havia cardeais presentes.
O antipapa Honório II marchou sobre Roma, derrotando Alexandre II e tomando o controle da Basílica de São Pedro e seus arredores em 14 de abril de 1062. A intervenção de Godofredo III convenceu Honório II e Alexandre II a se retirarem para Parma e Luca, respectivamente, aguardando a mediação entre Godofredo III e a corte imperial. Entretanto, Anno II, Arcebispo de Colônia, planejou um golpe de estado contra a imperatriz regente. Como regente, Anno convocou o Concílio de Augsburgo (outubro de 1062) e enviou Burcardo II, bispo de Halberstadt, como emissário a Roma. Burcardo inocentou Alexandre II das acusações de simonia e o reconheceu como o novo pontífice.
Alexandre II excomungou Honório II em 1063, mas, após um contrassínodo, Honório II conseguiu se estabelecer no Castelo de Santo Ângelo e travar guerra contra Alexandre II por mais um ano, antes de fugir novamente para Parma. O Sínodo de Mântua (Pentecostes, 31 de maio de 1064) anatematizou Cadalo e declarou Alexandre II o papa legítimo.

## Cardeais eleitores
Em 1061 havia seis cardeais-bispos:
| Elector                           | Nacionalidade | Diocese                       | Elevado                | Papa            | Notas                   |
| --------------------------------- | ------------- | ----------------------------- | ---------------------- | --------------- | ----------------------- |
| Bonifazio, O.S.B.                 | Apulia        | Diocese de Albano             | antes de 1054          | Papa Leão IX    |                         |
| Pietro                            |               | Diocese de Frascati           | antes de 1057          | Papa Vítor II   |                         |
| Giovanni                          |               | Diocese de Porto-Santa Rufina | 1057                   | Papa Estêvão IX |                         |
| Pedro Damião, O.S.B.Cam.          | Ravenna       | Diocese de Óstia              | 30 de novembro de 1057 | Papa Estêvão IX | Futuro Doutor da Igreja |
| Bernardo de Benevento, O.S.B.Cas. | Benevento     | Diocese de Palestrina         | 1061                   | Papa Nicolau II |                         |
| Mainardo de Pomposa, O.S.B.Cas.   |               | Diocese de Porto-Santa Rufina | Maio de 1061           | Papa Nicolau II |                         |